# Nicolás Bravo (Durango)
Nicolás Bravo es una localidad del estado mexicano de Durango. Es parte del municipio de Canatlán.

## Toponimia
El nombre de la localidad rinde homenaje a Nicolás Bravo, héroe de la Independencia de México.

## Demografía
| Gráfica de evolución demográfica |
|                                  |

| Censo | Población |
| ----- | --------- |
| 1930  | 338       |
| 1940  | 764       |
| 1950  | 2 095     |
| 1960  | 1 406     |
| 1970  | 1 558     |
| 1980  | 1 655     |
| 1990  | 1 674     |
| 2000  | 1 304     |
| 2010  | 1 253     |
| 2020  | 1 259     |